# UFC 317
UFC 317: Topuria vs. Oliveira è stato un evento di arti marziali miste tenuto dalla Ultimate Fighting Championship il 28 giugno 2025 alla T-Mobile Arena di Las Vegas, negli Stati Uniti.

## Risultati
|                                        | Divisione            |                       |                 |                      | Metodo                                  | Round           | Tempo           | Premio          |
| Card Principale                        | Card Principale      | Card Principale       | Card Principale | Card Principale      | Card Principale                         | Card Principale | Card Principale | Card Principale |
| -------------------------------------- | -------------------- | --------------------- | --------------- | -------------------- | --------------------------------------- | --------------- | --------------- | --------------- |
| Sfida valida per il titolo di campione | Pesi leggeri         | Ilia Topuria          | batte           | Charles Oliveira     | KO (pugni)                              | 1               | 2:27            | POTN            |
| Sfida valida per il titolo di campione | Pesi mosca           | Alexandre Pantoja (c) | batte           | Kai Kara-France      | Sottomissione (rear-naked choke)        | 3               | 1:55            |                 |
|                                        | Pesi mosca           | Joshua Van            | batte           | Brandon Royval       | Decisione unanime (29–28, 29–28, 30–27) | 3               | 5:00            | FOTN            |
|                                        | Pesi leggeri         | Beneil Dariush        | batte           | Renato Moicano       | Decisione unanime (29–28, 29–28, 29–28) | 3               | 5:00            |                 |
|                                        | Pesi gallo           | Payton Talbott        | batte           | Felipe Lima          | Decisione unanime (29–28, 29–28, 29–28) | 3               | 5:00            |                 |
| Card Preliminare                       |                      |                       |                 |                      |                                         |                 |                 |                 |
|                                        | Pesi medi            | Gregory Rodrigues     | batte           | Jack Hermansson      | KO (pugno)                              | 1               | 4:21            | POTN            |
|                                        | Pesi piuma           | Jose Miguel Delgado   | batte           | Hyder Amil           | KO (ginocchiata e gomitate)             | 1               | 0:26            |                 |
|                                        | Pesi mosca femminili | Tracy Cortez          | batte           | Viviane Araújo       | Decisione unanime (30–27, 30–27, 30–27) | 3               | 5:00            |                 |
|                                        | Pesi leggeri         | Terrance McKinney     | batte           | Viacheslav Borshchev | Sottomissione (guillotine choke)        | 1               | 0:55            |                 |
|                                        | Pesi welter          | Jacobe Smith          | batte           | Niko Price           | Sottomissione (rear-naked choke)        | 2               | 4:03            |                 |
|                                        | Pesi massimi         | Jhonata Diniz         | batte           | Alvin Hines          | Decisione unanime (29–28, 29–28, 29–28) | 3               | 5:00            |                 |

## Premi
I lottatori premiati ricevettero un bonus di 50.000 dollari.
Legenda:
- FOTN: Fight of the Night (vengono premiati entrambi gli atleti per il miglior incontro dell'evento)
- POTN: Performance of the Night (viene premiato il vincitore per la migliore performance dell'evento)